# DHDDS
DHDDS (англ. Dehydrodolichyl diphosphate synthase subunit) – білок, який кодується однойменним геном, розташованим у людей на короткому плечі 1-ї хромосоми. Довжина поліпептидного ланцюга білка становить 333 амінокислот, а молекулярна маса — 38 657.
| 10         |  | 20         |  | 30         |  | 40         |  | 50         |
| ---------- |  | ---------- |  | ---------- |  | ---------- |  | ---------- |
| MSWIKEGELS |  | LWERFCANII |  | KAGPMPKHIA |  | FIMDGNRRYA |  | KKCQVERQEG |
| HSQGFNKLAE |  | TLRWCLNLGI |  | LEVTVYAFSI |  | ENFKRSKSEV |  | DGLMDLARQK |
| FSRLMEEKEK |  | LQKHGVCIRV |  | LGDLHLLPLD |  | LQELIAQAVQ |  | ATKNYNKCFL |
| NVCFAYTSRH |  | EISNAVREMA |  | WGVEQGLLDP |  | SDISESLLDK |  | CLYTNRSPHP |
| DILIRTSGEV |  | RLSDFLLWQT |  | SHSCLVFQPV |  | LWPEYTFWNL |  | FEAILQFQMN |
| HSVLQKARDM |  | YAEERKRQQL |  | ERDQATVTEQ |  | LLREGLQASG |  | DAQLRRTRLH |
| KLSARREERV |  | QGFLQALELK |  | RADWLARLGT |  | ASA        |  |            |

A: Аланін

C: Цистеїн

D: Аспарагінова кислота

E: Глутамінова кислота

F: Фенілаланін

G: Гліцин

H: Гістидин

I: Ізолейцин

K: Лізин

L: Лейцин

M: Метіонін

N: Аспарагін

P: Пролін

Q: Глутамін

R: Аргінін

S: Серин

T: Треонін

V: Валін

W: Триптофан

Кодований геном білок за функцією належить до трансфераз. 
Задіяний у таких біологічних процесах як поліморфізм, альтернативний сплайсинг. 
Локалізований у мембрані, ендоплазматичному ретикулумі.